# Aditya

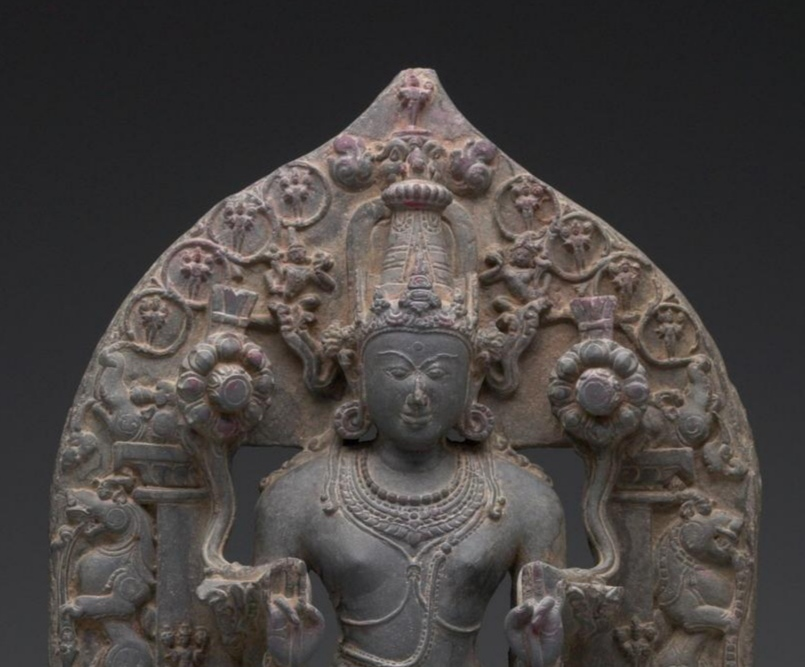
Surya met de elf Aditya erboven

De Aditya's zijn een groep Oud-hindoeïstische goden, zonen van de godin Aditi en Kashyapa. In de Vedische periode bestaat de groep uit zeven of acht, later uit twaalf goden. Als hemelgoden behoren zij tot de Deva's. Zij beschermen tegen allerlei kwalen en vertonen affiniteit met de zon. Als twaalf zonnegoden worden ze geassocieerd met de twaalf maanden.
De bekendste Aditya's zijn: Mitra, Varuna, Indra en Aryaman. Verder worden in de Rig Veda ook nog Bhaga, Daksha, Anśa, Sūrya (de Zon) of Savitri en Ravi genoemd. De achtste zoon van Aditi, Martanda, wordt gezien als goddelijke stamvader van de mensen.